# Dynamic
Dynamic är en numera nedlagd fransk sportutrustningstillverkare. Skidmärket finns kvar som ett lågprisskidmärke kopplat till Atomic.